# بله ما می‌توانیم
بله ما می‌توانیم (به انگلیسی: Yes We Can) ترانه‌ای تولید شده توسط ویل. آی. ام خوانندهٔ گروه بلک آید پیز است که در ۲ فوریه ۲۰۰۸ منتشر شد.

## تولید
گرچه متن ترانه تماماً نقل قول‌هایی از سخنرانی سناتور باراک اوباما در انتخابات مقدماتی نیوهمپشر است، کمپین اوباما هیچ نقشی در تولید آن نداشته‌است.

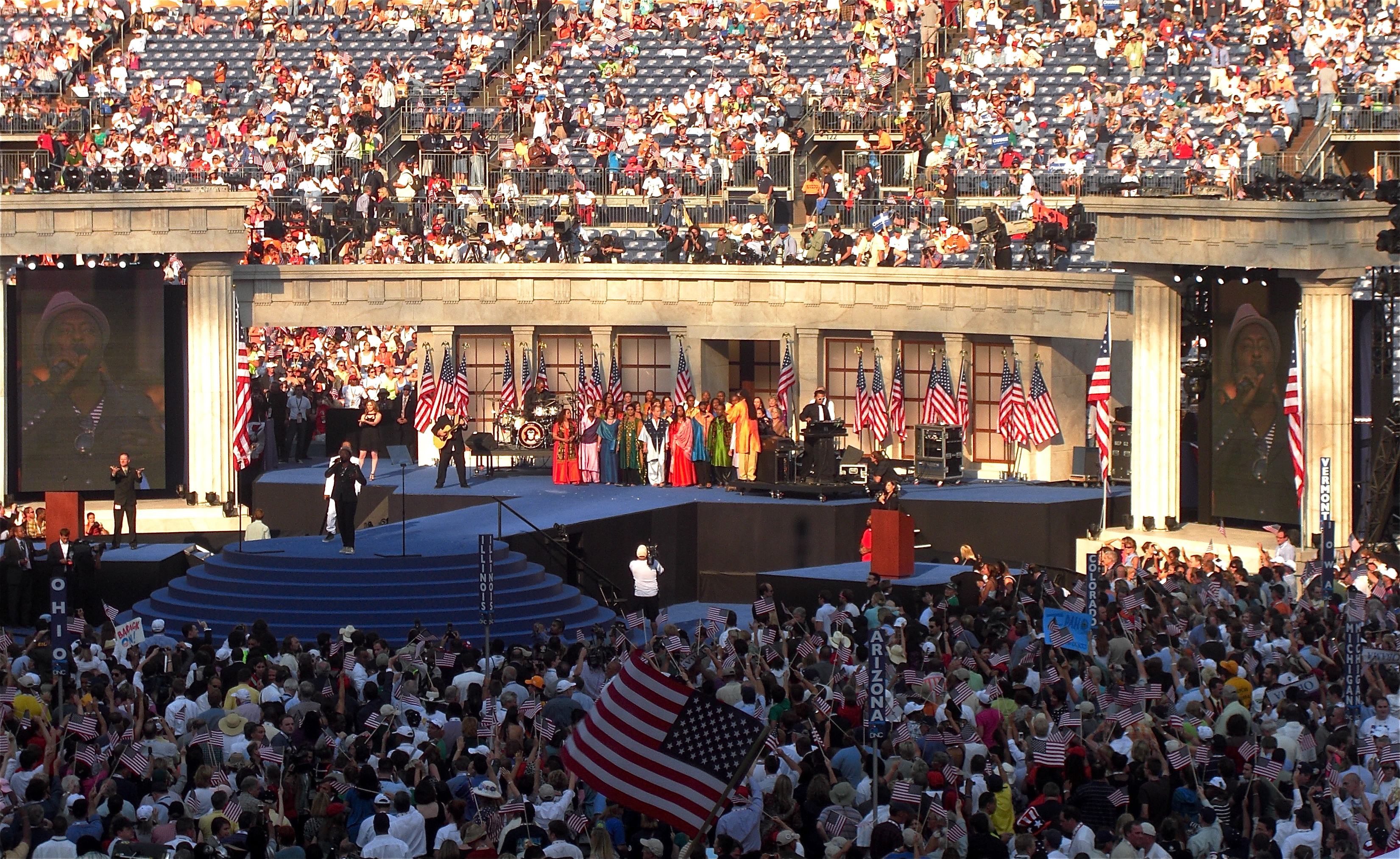
ویل. آی. ام یس وی کن را در روز آخر مجمع ملی دمکرات ۲۰۰۸ در دنور, کلرادو اجرا می‌کند.

این ویدئو روی یوتیوب منتشر شده و تا ۲۲ ژوئیه ۲۰۰۸ بیش از ۲۱ میلیون بار دیده شده بوده‌است.
سلبریتی‌های حاضر در ویدئو:
- اسکارلت جوهانسون - ۰:۰۵
- کریم عبدالجبار - ۰:۲۱
- کامن (رپر) - ۰:۲۳
- جان لجند - ۰:۳۲
- برایان گرینبرگ (گیتار) - ۰:۳۷
- کیت والش - ۰:۴۴
- تاتیانا علی - ۰:۴۴
- هارولد پرینوا - ۰:۴۹
- ایشا تایلر - ۱:۰۱
- سمیوئل پیج - ۱:۰۳
- انریکو موریکانو - ۱:۰۷ "Sí, podemos" - ۱:۱۷
- Maya Rubin - ۱:۰۸ "כֵּן אָנוּ יְכוֹלִים (Ken Anu Yekholim)" (زبان عبری)
- استرو - ۱:۱۰
- اریک بالفور - ۱:۲۳
- نیکول شرزینگر - ۱:۳۰
- ترین منینگ - ۱:۴۰
- آمبر والتا - ۱:۵۲
- آمبر والتا (in Valetta's arms) - ۱:۵۲
- کلی هو - ۱:۵۲
- ادم رودریگس - ۱:۵۶ "Sí se puede"
- اریک کریستین السن - ۲:۰۲
- سرا وایت - ۲:۰۲
- شوشانا شترن (زبان اشاره آمریکایی) - ۲:۰۵
- ادکوئلسیک (guitar) - ۲:۱۹
- فانزورت بنتلی (violin) - ۲:۳۸
- آمائوری نولاسکو - ۳:۲۴
- هیل هارپر - ۳:۲۷
- نیک کنن - ۳:۳۶
- Trott Felipe - 3:38
- هربی هناک (piano) - ۳:۴۱
- جاناتان شیچ - ۳:۴۵
- آستین نیکولز - ۳:۵۰
- تریسی الیس راس - ۴:۰۰
- Fred Goldring (guitar) - ۴:۰۳